# 186-я стрелковая дивизия (Полярная)
186-я стрелковая дивизия — воинское соединение Вооружённых сил СССР в Великой Отечественной войне. Сформирована 28 сентября 1941 путём переименования 1-й Полярной стрелковой дивизии. В действующей армии с 28 сентября 1941 по 26 июня 1943 года.

## История
С момента формирования вела бои на рубеже реки Западная Лица («Долина славы»), на мурманском направлении. В ноябре 1941 года, из Мурманска, переброшена на кестеньгское направление, в район станции Лоухи, где дивизия остановила наступление врага и отбросила его на 14-15 километров, понеся немалые потери. Затем переброшена южнее, на станцию Масельская с целью ликвидации прорыва наступающих частей финского 2-го армейского корпуса, и также удержала позиции, затем возвращена под Кестеньгу, где с апреля 1942 года вплоть до переименования вела частные оборонительные бои.
За боевые заслуги трудящимися Мурманской области дивизия была награждена Красным Знаменем.
26 июня 1943 переименована в 205-ю стрелковую дивизию.
Вместе с данной дивизией всё время её существования, номер 186 одновременно носила ещё одна стрелковая дивизия, действовавшая на западном направлении, что было весьма редким фактом для дивизионных соединений во время ВОВ. Очевидно, что именно эта причина послужила основанием для переименования.

## Полное название
- 186-я стрелковая дивизия также неофициально 186-я стрелковая Полярная дивизия

## Подчинение
| Дата            | Фронт (округ)    | Армия                         | Корпус (группа)        | Примечания |
| --------------- | ---------------- | ----------------------------- | ---------------------- | ---------- |
| 01.10.1941 года | Карельский фронт | 14-я армия                    | -                      | -          |
| 01.11.1941 года | Карельский фронт | 14-я армия                    | -                      | -          |
| 01.12.1941 года | Карельский фронт | Кемская оперативная группа    | -                      | -          |
| 01.01.1942 года | Карельский фронт | Масельская оперативная группа | -                      | -          |
| 01.02.1942 года | Карельский фронт | Масельская оперативная группа | -                      | -          |
| 01.03.1942 года | Карельский фронт | Масельская оперативная группа | -                      | -          |
| 01.04.1942 года | Карельский фронт | 32-я армия                    | -                      | -          |
| 01.05.1942 года | Карельский фронт | 26-я армия                    | -                      | -          |
| 01.06.1942 года | Карельский фронт | -                             | -                      | -          |
| 01.07.1942 года | Карельский фронт | -                             | -                      | -          |
| 01.08.1942 года | Карельский фронт | 26-я армия                    | -                      | -          |
| 01.09.1942 года | Карельский фронт | 26-я армия                    | -                      | -          |
| 01.10.1942 года | Карельский фронт | 26-я армия                    | -                      | -          |
| 01.11.1942 года | Карельский фронт | 26-я армия                    | -                      | -          |
| 01.12.1942 года | Карельский фронт | 26-я армия                    | -                      | -          |
| 01.01.1943 года | Карельский фронт | 26-я армия                    | -                      | -          |
| 01.02.1942 года | Карельский фронт | 26-я армия                    | -                      | -          |
| 01.03.1943 года | Карельский фронт | 26-я армия                    | -                      | -          |
| 01.04.1943 года | Карельский фронт | 26-я армия                    | -                      | -          |
| 01.05.1943 года | Карельский фронт | 26-я армия                    | -                      | -          |
| 01.06.1943 года | Карельский фронт | 26-я армия                    | 31-й стрелковый корпус | -          |

## Состав
- 238-й стрелковый полк
- 290-й стрелковый полк
- 298-й стрелковый полк
- 327-й артиллерийский полк (с 16.10.1941)
- 227-й отдельный истребительно-противотанковый дивизион
- 264-й отдельный зенитный артиллерийский дивизион
- 107-я разведывательная рота
- 255-й сапёрный батальон
- 244-й отдельный батальон связи
- 167-й медико-санитарный батальон
- 133-я отдельная рота химической защиты
- 38-я автотранспортная рота
- 42-я полевая хлебопекарня
- 1483-я полевая почтовая станция
- 915-я полевая касса Госбанка

## Командиры
- Коломиец, Стефан Владимирович (28.09.1941 по 01.06.1942), полковник
- Литвинов, Фёдор Иванович (02.06.1942 по 26.06.1943), полковник

## Отличившиеся воины дивизии
| Награда | Ф. И.О                 | Должность                                                             | Звание       | Дата награждения | Примечания          |
| ------- | ---------------------- | --------------------------------------------------------------------- | ------------ | ---------------- | ------------------- |
|         | Азаров, Семён Иванович | командир 290-го отдельного стрелкового полка 186-й стрелковой дивизии | подполковник | 22.02.1943       | награждён посмертно |